# Boscaler pintat petit
El boscaler pintat petit
(Locustella lanceolata) és una espècie d'ocell de la família dels locustèl·lids (Locustellidae). Habita canyars, prats humids i zones pantanoses d'Euràsia, al nord de Rússia, centre i sud de Sibèria, nord de Mongòlia, Manxúria, Corea, Sakhalín, illes Kurils i Japó. En hivern al nord de l'Índia, Sud-est asiàtic, i Filipines. El seu estat de conservació es considera de risc mínim.